# Makīs Chavos
Iōakeim Chavos, detto Makīs (in greco Ιωακείμ "Μάκης" Χάβος?; Nea Madytos, 5 settembre 1969), è un allenatore di calcio ed ex calciatore greco, di ruolo centrocampista.